# Colpochila bidentipes
Colpochila bidentipes är en skalbaggsart som beskrevs av Lea 1926. Colpochila bidentipes ingår i släktet Colpochila och familjen Melolonthidae. Inga underarter finns listade i Catalogue of Life.